# حارة المتوكل (صنعاء)
المتوكل هي إحدى حارات حي سدس الروض بمدينة الروضة شمال العاصمة اليمنية "صنعاء"، بلغ تعداد سكانها 565 نسمة حسب تعداد اليمن لعام 2004.